# Aldeia da Ponte
Aldeia da Ponte é uma povoação raiana portuguesa sede da Freguesia de Aldeia da Ponte do Município do Sabugal, freguesia com 33,85 km² de área e 317 habitantes (censo de 2021), tendo, por isso, uma densidade populacional de 7,7 hab./km².

## Geografia
A Aldeia da Ponte encontra-se na região da Beira Alta, que como o próprio nome indica é uma zona montanhosa. A aldeia faz parte do Distrito da Guarda e do município do Sabugal. Encontra-se a meio caminho da vila de Vilar Formoso, a nordeste, e da cidade de Sabugal, a sudeste. Chega-se à aldeia, empreendendo a Estrada Nacional 332, vindo de Vilar Formoso e a cerca de 24 km de distância.
São cerca de 24 km que separam a aldeia do Sabugal pela Estrada Nacional 233-3. A aldeia é banhada pelo Rio Cesarão, (vulgarmente conhecido como ribeira da Aldeia) afluente do Rio Côa, que atravessa a região da Beira Alta de sul a norte.

## Demografia
A população registada nos censos foi:
| Ano  | 0-14 Anos | 15-24 Anos | 25-64 Anos | > 65 Anos |
| 2001 | 16        | 18         | 108        | 198       |
| 2011 | 17        | 12         | 102        | 186       |
| 2021 | 14        | 11         | 76         | 161       |

## Economia
Uma modesta vida económica subsiste: nomeadamente agricultores, construtores, carpinteiros, ferreiros e comerciantes.

## Património
- Igreja Matriz - séc. XVII;
- Capela de São Sebastião;
- Capela das Almas - 2.ª metade do séc. XVIII;
- Capela de Santo António - Igreja alpendrada — Data provavelmente do séc. XVII;
- Capela de Santa Catarina;
- Capela de Santa Bárbara;
- Capela de São Brás;
- Capela de Santo Cristo;
- Cruzeiro da Aldeia da Ponte;
- Ponte antiga da Aldeia da Ponte;
- Alminhas.

A Ponte Romana (de tal importância que dá o nome à aldeia) vê passar o Cesarão há séculos. Têm-se ainda o Convento dos Padres Marianos, mais conhecido por Colégio, encimado pelo imponente, eterno e famoso ninho de cegonhas, as Escolas Velhas, de aspeto solaresco, com o enigmático brasão ou ainda a Igreja Matriz, que respira passado, e a imponente Praça de Touros, totalmente de granito e que se ergue à entrada da aldeia, além de uma quantidade de capelas existentes no interior e nas circundâncias da aldeia, de entre as quais se destacam a das Almas, a de Santo António, a de Santo Cristo, a de Santa Bárbara, local que serve de miradouro, do qual se pode admirar a extensão e beleza da aldeia.

### Povoado do Calcolítico no Alto de Santa Bárbara
No Alto de Santa Bárbara foi descoberto e estudado um importante povoado do período do Calcolítico.
As prospeções arqueológicas realizadas entre Fevereiro de 2009 e Maio de 2010, no local onde iria ser construída uma moradia, revelaram um sítio arqueológico muito importante na região.
Não era conhecido na Beira Interior um povoado de fossas com esta dimensão e com fosso defensivo.
Foram identificadas 14 distintas estruturas, com  diâmetros entre os 2 metros e os 6 metros, existindo ainda um fosso com cerca de 25 metros de extensão.

## Cultura
- Museu de Aldeia da Ponte - possui uma série de objetos de cariz etnográfico.

## Festas e romarias
- Na primeira segunda-feira de cada mês tem lugar o mercado no sítio do Vale, que permite a transação de produtos.
- No dia 3 de Maio toma lugar a célebre Festa de Santo Cristo.
- 13 de Junho é do dia da Festa de Santo António, que também é celebrada a 13 Agosto para os emigrantes, em virtude de os originários da aldeia, voltarem ao país de origem para as férias.
- No segundo domingo de Agosto realiza-se uma corrida de touros, organizada pela Associação Amigos de Aldeia da Ponte.
- A partir de 1 de Agosto e durante quinze dias realizam-se vários espetáculos e bailes, no Vale, onde se reúnem os jovens e menos jovens para momentos de cavaqueira.
- No dia 15 de Agosto decorre a capeia arraiana, corrida típica da região, dia de máxima afluência à aldeia.
- Alguns dias depois desenrola-se um concurso "Ó Forcão Rapazes!" amistoso entre as aldeias vizinhas, alternando anualmente entre a Praça de Touros de Aldeia da Ponte e a Praça de Touros do Soito.

## Colectividades
- AAAP - Associação AMIGOS DE ALDEIA DA PONTE
- AJP – Associação Juventude Pontense [ligação inativa]